# Ларциани, Джованни ди Лоренцо
Джованни ди Лоренцо Ларциани, ранее известный как Мастер пейзажей Кресса (итал. Giovanni de Lorenzo Larciani, англ. Master of the Kress Landscapes, род. 1484 г. - ум. 1527 г.) - итальянский художник флорентийской школы эпохи Ренессанса.

## История

Сцены из легенды (1) (ок. 1515/1520), Вашингтон, Национальная художественная галерея

Первоначально имя живописца историкам искусства не было известно, несмотря на наличие нескольких его произведений периода 1515-1530 годов. После того, как в 1939 году американский коллекционер и меценат Сэмюель Кресс подарил три пейзажа его кисти Национальной художественной галерее в Вашингтоне, художника называют Мастер пейзажей Кресса. Позднее был обнаружен договор от 1521 года на создание алтарного плотна для церкви города Фучеккьо в Тоскане, который позволил идентифицировать автора этого полотна, вашингтонских «пейзажей Кресса» и ряд других картин как Джованни ди Лоренцо Ларциани. В частности, его кисти принадлежат некоторые произведения, прежде считавшиеся работами раннего Россо Фьорентино.

## Произведения
- Сцены из легенды (1), ок. 1515/1520, Вашингтон, Национальная художественная галерея
- Сцены из легенды (2), ок. 1515/1520, Вашингтон, Национальная художественная галерея
- Сцены из легенды (3), ок. 1515/1520, Вашингтон, Национальная художественная галерея,

Это три картины художника составляют серию из «пейзажей Кресса».
- Алтарное полотно Святого семейства и четырёх святых, 1523, Городской музей в Фучеккьо
- Алтарное полотно Рождества Христова, 1521–1523, Городской музей в Фусечьо
- Молящаяся Мадонна с младенцем и юным Иоанном Крестителем, галерея Ханс, Гамбург
- Святое семейство и св. Моанн (Öl-Bild), галерея Боргезе, Рим